# Толкки, Тимо
Ти́мо Та́пио То́лкки (фин. Timo Tapio Tolkki; 3 марта 1966, Клауккала, Нурмиярви) — финский гитарист, композитор и продюсер, бывший участник и лидер пауэр-метал-группы Stratovarius, создатель и лидер групп Revolution Renaissance и Symfonia, а затем Timo Tolkki’s Avalon.

## Биография
Толкки присоединился к Stratovarius в 1984 году. До этого он играл в составе групп Antidote, Thunder и Road Block. В начале своей карьеры в Stratovarius, он был одновременно как вокалистом, так и соло- и ритм-гитаристом, и даже бас-гитаристом (до появления в группе постоянного басиста Яри Кайнулайнена). Это привело к принятию после выхода третьего альбома группы — Dreamspace важного решения, которое заключалось в приглашении в группу профессионального вокалиста, Тимо Котипелто, в 1994 году. Это произошло в значительной степени из-за желания Толкки больше времени уделять на «музыкальное» и общее руководство группой (что привело к увольнению двух изначальных членов группы — Туомо Лассила, страдающего от болезни суставов, и Антти Иконена), вместе с потребностью отчётливее концентрироваться на собственной гитарной работе.
В этом же году Толкки выпускает свой первый сольный альбом, Classical Variations And Themes, который был плодом его долгих амбициозных планов. Альбом получился весьма отличающимся от работ со Stratovarius; с влиянием неоклассического металла и с акцентом на инструментальные композиции. В 2002 году он выпускает второй сольный альбом — Hymn To Life, который в большей степени носит личный характер, затрагивающий такие эмоциональные темы, как его отношение к Богу и к умершему отцу.

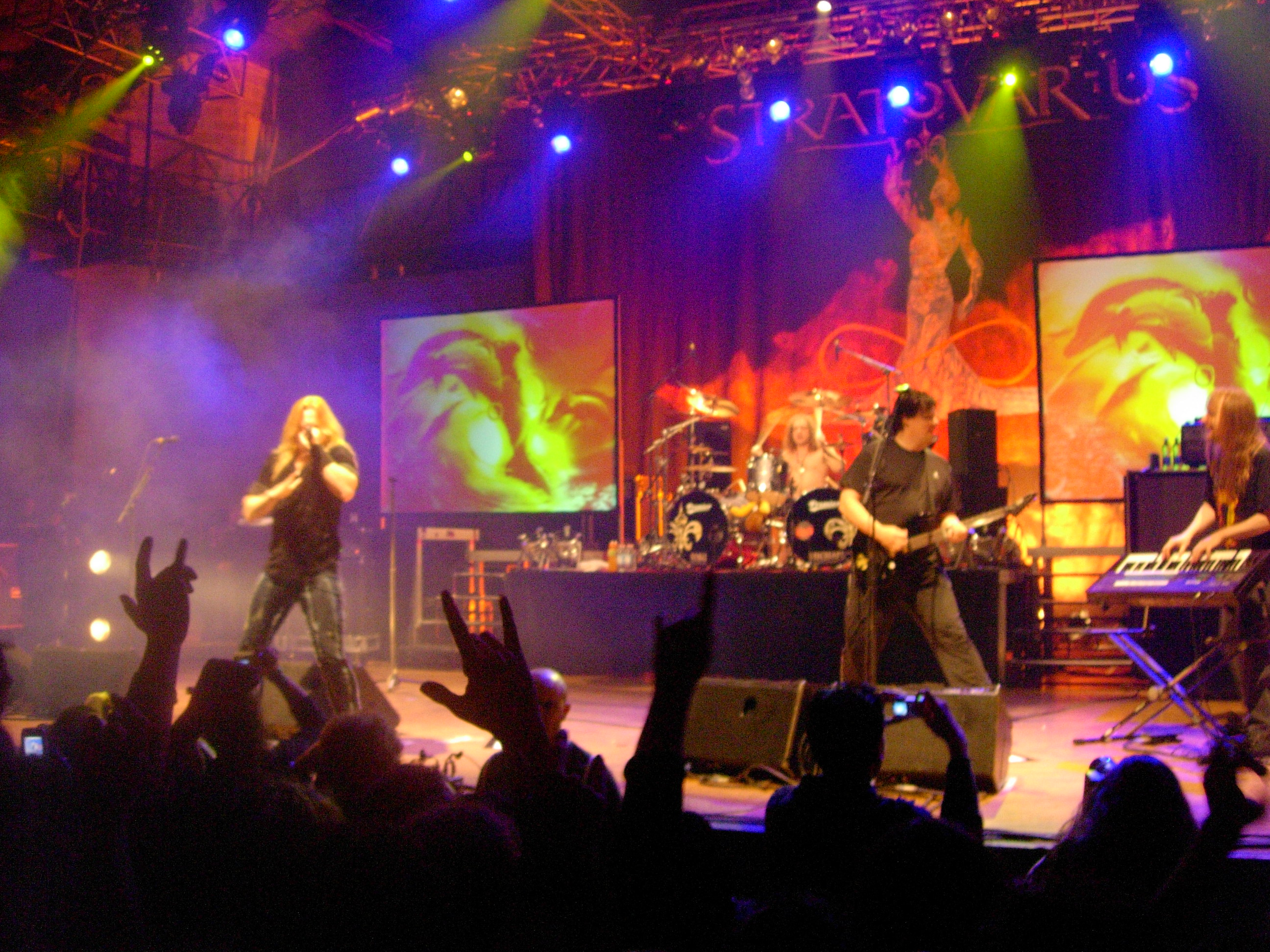
Тимо Толкки в составе Stratovarius в Милане, 2005 год

В 2003 году, было объявлено, что вокалист Тимо Котипелто и ударник Йорг Михаэль покинули Stratovarius из-за конфликта с Толкки. Осенью того же года в прессе появились сообщения, что Толлки был атакован с ножом одним из зрителей после одного из последних концертов Stratovarius в Испании, сопровождавшиеся фотографиями окровавленного Толкки. В 2004 году ему был поставлен диагноз биполярное аффективное расстройство, следующее за глубокой депрессией. После госпитализации и курса лечения Толкки вернулся к музыкальной деятельности: в январе 2005 года было объявлено, что Stratovarius воссоединился в прежнем составе и работает над новым альбомом. Альбом Stratovarius был выпущен в сентябре 2005 года. Как позже заявил сам Толлки, конфликт с Котипелто и Михаэлем и их последующий уход из Stratovarius, а также нападение на него в Испании были инсценированы как часть PR-кампании, направленной на повышение популярности Stratovarius. По словам Толкки, последовавшее психическое расстройство не было инсценировано, а было вызвано стрессом, связанным с проведением PR-кампании, основанной на лжи. В апреле 2008 года Тимо Толкки объявил о роспуске Stratovarius, однако остальные участники после судебных тяжб и выплаты накопившихся долгов сохранили группу под прежним названием, но уже без Толкки.
В феврале 2013 года Толкки объявил о создании своего нового проекта — метал-оперы Timo Tolkki’s Avalon. Выход дебютного диска проекта состоялся 17 мая 2013 года на итальянском лейбле Frontiers Records. Над альбомом, написанным и спродюсированным Толкки и получившим название The Land of New Hope, работали в качестве приглашённых музыкантов Михаэль Киске (Unisonic, Helloween), Шарон ден Адель (Within Temptation), Рассел Аллен (Symphony X), Элиз Рид (Amaranthe), Роб Рок (Impellitteri), Тони Какко (Sonata Arctica), Йэнс Юханссон (Stratovarius), Дерек Шеринян (ex. Dream Theater) и Алекс Хольцварт (Rhapsody of Fire). Сюжет пластинки разворачивается в 2055 году на Земле, пострадавшей от череды природных катастроф. Немногочисленные выжившие заняты поиском места, именуемого «Страна новой надежды (The Land of New Hope)».

## Стиль игры
При записи первых трех альбомов в составе Stratovarius стиль игры Толки был заметно ближе к прогрессивному металлу и жёстче, чем теперь; результат использования тяжелых рифов, часто в опущенном в ми-бемоль гитарном строе, а также техники глушения. Это придавало ранним песням Stratovarius тёмную и тревожную атмосферу (что очень хорошо заметно в альбоме Dreamspace). После прихода в группу Тимо Котипелто в качестве вокалиста, стиль Толки существенно сдвинулся в сторону более традиционного, скоростного и мелодичного пауэр-метала, впитавшего элементы неоклассического металла (в стиле Ингви Мальмстина) и различных скоростных гитарных техник.

## Дискография

### Сольные альбомы
- Classical Variations And Themes (1994)
- Hymn to Life (2002)
- Saana - Warrior of Light pt.1 - Journey to Crystal Island (2008)[3]

### Сторонние проекты
- Avantasia — The Metal Opera, вокал в «The Tower».
- Avantasia — The Metal Opera Part II, гитара и вокал в «Mysterious Voice of the Tower».
- Edguy — Vain Glory Opera — вторая соло-гитара.
- Gimmel — Kaksi kertaa enemmän — гитара
- Thunderstone — Thunderstone — соло-гитара в «Like Father, Like Son»

### Stratovarius
- Fright Night (1989)
- Stratovarius II (1991)
- Twilight Time (1992)
- Dreamspace (1994)
- Fourth Dimension (1995)
- Episode (1996)
- Visions (1997)
- Destiny (1998)
- Infinite (2000)
- Intermission (2001)
- Elements, Pt. 1 (2003)
- Elements, Pt. 2 (2003)
- Stratovarius (2005)

### Revolution Renaissance
- New Era (2008)
- Age of Aquarius (2009)
- Trinity (2010)

### Symfonia
- In Paradisum (2011)

### Avalon
- The Land of New Hope (2013)
- Angels of the Apocalypse (2014)
- Return to Eden (2019)[4]